# Фруктоза
Фруктоза је угљени хидрат. Спада у групу кетозних моносахарида. Позната је под називом и воћни шећер. Слађа је од сахарозе односно од белог шећера која је најкоришћенија у корекцији укуса у индустрији, али и домаћинствима. Има енергетску вредност, па не би требало да га користе гојазне особе, а захтева знатно мању количину инсулина од количине која је потребна за разградњу сахарозе (шећер који се користи у домаћинству), па се често препоручује особама које су оболеле од дијабетеса. Особама које болују од дијабетеса се препоручује и коришћење и других заслађивача који не захтевају инсулин као што су сорбитол, манитол, ксилитол и аспартам.
Фруктоза је у биљкама обично везана за глукозу у виду дисахарида сахарозе. То је један од три дијететска моносахарида, заједно са глукозом и галактозом, који се апсорбују директно у крв током варења. Фруктозу је открио француски хемичар Oгaстин-Пјер Дубрaфo 1847. године. Назив „фруктоза“ сковао је 1857. године енглески хемичар Вилијам Ален Милер. Чиста, сува фруктоза је слатка, бела, кристална чврста супстанца без мириса и највише је растворљива у води од свих шећера. Фруктоза се налази у меду, воћу дрвећа и винове лозе, цвећу, бобицама и већини коренског поврћа.
Комерцијално, фруктоза се добија од шећерне трске, шећерне репе и кукуруза. Кукурузни сируп са високим садржајем фруктозе је смеша глукозе и фруктозе у облику моносахарида. Сахароза је једињење са једним молекулом глукозе ковалентно повезаним са једним молекулом фруктозе. Сви облици фруктозе, укључујући воће и сокове, обично се додају јелима и пићима због побољшања укуса, као и ради давања смеђе боје неким типовима хране, попут пекарских производа. Годишње се произведе око 240.000 тона кристалне фруктозе.
Прекомерна конзумација фруктозе (посебно из шећером заслађених напитака) може допринети инсулинској резистенцији, гојазности, повишеном LDL холестеролу и триглицеридима, што доводи до метаболичког синдрома. Европска агенција за безбедност хране изјавила је да фруктоза може бити пожељнија од сахарозе и глукозе у шећерно заслађеној храни и пићима због нижег ефекта на ниво шећера у крви након оброка, уз напомену о потенцијалним недостацима јер „висок унос фруктозе може довести до метаболичких компликација као што су дислипидемија, инсулинска резистенција и повећана висцерална адипозност“. Научно-саветодавни одбор за исхрану Уједињеног Краљевства оспорио је тврдње да фруктоза изазива метаболичке поремећаје 2015. године, наводећи да „нема довољно доказа који показују да унос фруктозе, у нивоима који се конзумирају у уобичајеној исхрани у Великој Британији, доводи до неповољних здравствених резултата независно од било каквих ефеката повезаних са њеним присуством као компонента укупних и слободних шећера“.

## Етимологија
Реч „фруктоза“ је скована 1857. од латинског за fructus (воће) и генеричког хемијског суфикса за шећере, -оза. Такође се назива воћни шећер и левулоза или лаевулоза, због своје способности да ротира равно поларизовано светло на леворотаран начин (у супротном смеру казаљке на сату/улево) када се кроз њу прође сноп у раствору. Слично томе, декстроза (изомер глукозе) је добила име због своје способности да ротира равно поларизовано светло на декстроротаран начин (у смеру казаљки на сату/у десно).

## Хемијске особине
То је врло сладак шећер који је добро растворан у води. У природи се налази заједно с глукозом у слатком воћу и меду. Са глукозом чини сахарозу где се налази у D-фуранозном облику. Слободна фруктоза честа је у воћу, а везана за глукозу чини дисахарид сахарозу. Фосфатни естери фруктозе важни су међупродукти у процесу гликозе.
Фруктоза је полихидроксикетон са 6 угљеника. Кристална фруктоза поприма цикличну шесточлану структуру, названу β-d-фруктопираноза, захваљујући стабилности своје хемикеталне и унутрашње водоничне везе. У раствору, фруктоза постоји као равнотежна смеша таутомера β-d-фруктопиранозе, β-d-фруктофуранозе, α-d-фруктофуранозе, α-d-фруктопиранозе и кето-d-фруктозе (нециклични облик).
Расподела таутомера d-фруктозе у раствору је повезана са неколико варијабли, као што су растварач и температура. Расподела d-фруктопиранозе и d-фруктофуранозе у води више пута је идентификована као отприлике 70% фруктопиранозе и 22% фруктофуранозе.

### Реакције

#### Фруктоза и ферментација
Фруктоза може бити анаеробно ферментисана квасцем и бактеријама. Ензими квасца претварају шећер (сахарозу, глукозу и фруктозу, али не и лактозу) у етанол и угљен-диоксид. Део угљен-диоксида произведеног током ферментације остаће растворен у води, где ће достићи равнотежу са угљеном киселином. Растворени угљен-диоксид и угљена киселина производе карбонизацију у неким ферментисаним пићима, као што је шампањац.

#### Фруктоза и Мајлардова реакција
Фруктоза пролази кроз Мајлардову реакцију, неензимско тамњење, са аминокиселинама. Пошто фруктоза постоји у већој мери у облику отвореног ланца него глукоза, почетни стадијуми Мајлардове реакције се дешавају брже него код глукозе. Стога, фруктоза има потенцијал да допринесе променама укуса хране, као и другим нутритивним ефектима, као што су прекомерно тамњење, смањење запремине и мекоће током припреме колача и стварање мутагених једињења.

#### Дехидрација
Фруктоза се лако дехидрира дајући хидроксиметилфурфурал („HMF”, C
6H
6O
3), који се може прерадити у течни диметилфуран (C
6H
8O). Овај процес, у будућности, може постати део јефтиног, угљеник-неутралног система за производњу замене за бензин и дизел из постројења.

## Физичка и функционална својства
Фруктоза је најслађа је од свих моносахарида, иако слаткоћа варира у зависности од форме. У кристалном облику два пута је слађа од глукозе, а 1,73 пута од сахарозе (обичног кухињског шећера). Уколико се раствори у течности, слаткоћа се смањује.
У ткиву се разграђује брже од глукозе (те је зато и врло популарна у спортским напицима или код људи оболелих од дијабетеса). Фруктоза углавном путује према јетри и тамо се може искористити без инсулина. У недостатку инсулина, фруктоза има способност конвертирања у глукозу у јетри и на тај начин доприноси расту глукозе у крви уместо да се складишти као гликоген. За разлику од сахарозе и глукозе који узрокују нагле промене у нивоу глукозе у крви, што код дијабетичара може узроковати ометање метаболичке контроле, фруктоза се апсорбује много спорије и узрокује само мање промене у нивоу глукозе у крви. Дакле, фруктоза се користи као заслађивач код шећерне болести јер њено узимање не доводи до наглог пораста шећера у крви као што је то случај са глукозом. Међутим, према најновијим студијама, фруктоза је повезана с ризиком од обољевања од шећерне болести типа 2. Осим тога, употреба фруктозног сирупа (комерцијално произведеног из кукуруза) у свеприсутним напицима сматра се једним од узрока епидемије гојазности.

### Слаткоћа фруктозе
Главни разлог због којег се фруктоза комерцијално користи у храни и пићима, поред ниске цене, је и њена висока релативна слаткоћа. Она је најслађи од свих природних угљених хидрата. Релативна слаткоћа фруктозе је наведена у распону од 1,2-1,8 пута од сахарозе. Међутим, 6-члани прстенасти облик фруктозе је слађи; петочлани прстен има сличан укус као и уобичајени стони шећер. Загревање фруктозе доводи до формирања 5-чланог облика прстена. Дакле, релативна слаткоћа опада са повећањем температуре. Међутим, примећено је да је апсолутна слаткоћа фруктозе идентична на 5 °C као и на 50 °C и стога релативна слаткоћа у односу на сахарозу није последица аномерне дистрибуције, већ смањења апсолутне слаткоће сахарозе на вишим температурама.
Слаткоћа фруктозе се опажа раније од сахарозе или глукозе, а осећај укуса достиже врхунац (већи од оног код сахарозе) и опада брже од сахарозе. Фруктоза такође може побољшати друге укусе у систему.
Фруктоза показује синергијски ефекат слаткоће када се користи у комбинацији са другим заслађивачима. Сматра се да је релативна слаткоћа фруктозе помешане са сахарозом, аспартамом или сахарином већа од слаткоће израчунате за појединачне компоненте.

### Растворљивост и кристализација фруктозе
Фруктоза има већу растворљивост у води од других шећера, као и других шећерних алкохола. Фруктоза се, стога, тешко кристалише из воденог раствора. Мешавине шећера које садрже фруктозу, као што су бомбоне, су мекше од оних које садрже друге шећере због веће растворљивости фруктозе.

### Хигроскопност и влажност фруктозе
Фруктоза брже апсорбује влагу и спорије је ослобађа у животну средину од сахарозе, глукозе или других хранљивих заслађивача. Фруктоза је одличан овлаживач и задржава влагу током дужег временског периода чак и при ниској релативној влажности (RH). Стога, фруктоза може допринети текстури укуса и дужем року трајања прехрамбеним производима у којима се користи.

### Тачка смрзавања
Фруктоза има већи ефекат на умањење тачке смрзавања од дисахарида или олигосахарида, који могу заштитити интегритет ћелијских зидова воћа смањењем формирања кристала леда. Међутим, ова карактеристика може бити непожељна у меким или тврдо замрзнутим млечним десертима.

### Функционалност фруктозе и скроба у системима исхране
Фруктоза брже повећава вискозитет скроба и постиже већи коначни вискозитет од сахарозе, јер фруктоза снижава температуру потребну током желатинизације скроба, што доводи до веће коначне вискозности.
Иако неки вештачки заслађивачи нису погодни за кућно печење, многи традиционални рецепти користе фруктозу.

## Извори хране
Природни извори фруктозе укључују воће, поврће (укључујући шећерну трску) и мед. Фруктоза се често даље концентрише из ових извора. Највећи извори фруктозе у исхрани, поред чисте кристалне фруктозе, су намирнице које садрже бели шећер (сахарозу), кукурузни сируп са високим садржајем фруктозе, нектар агаве, мед, меласа, јаворов сируп, воће и воћни сокови, јер оне имају највећи проценат фруктозе (укључујући фруктозу у сахарози) по порцији у поређењу са другом уобичајеном храном и састојцима. Фруктоза постоји у храни или као слободни моносахарид или везана за глукозу као сахароза, дисахарид. Фруктоза, глукоза и сахароза могу бити присутне у храни; међутим, различите намирнице ће имати различите нивое сваког од ова три шећера.
Садржај шећера у обичном воћу и поврћу приказан је у табели 1. Уопштено говорећи, у храни која садржи слободну фруктозу, однос фруктозе и глукозе је приближно 1:1; односно намирнице са фруктозом обично садрже приближно једнаку количину слободне глукозе. Вредност која је изнад 1 указује на већи удео фруктозе према глукози, а испод 1 на нижу пропорцију. Неки плодови имају веће пропорције фруктозе и глукозе у поређењу са другима. На пример, јабуке и крушке садрже више од два пута више слободне фруктозе од глукозе, док је за кајсије тај удео мање од половине фруктозе од глукозе.
Сокови од јабуке и крушке посебно су интересантни за педијатре јер високе концентрације слободне фруктозе у овим соковима могу изазвати дијареју код деце. Ћелије (ентероцити) које облажу дечја танка црева имају мањи афинитет за апсорпцију фруктозе него за глукозу и сахарозу. Неапсорбована фруктоза ствара већу осмоларност у танком цреву, што увлачи воду у гастроинтестинални тракт, и то доводи до осмотске дијареје. Овај феномен је детаљније разматран у одељку Здравствени ефекти.
Табела 1 такође показује количину сахарозе која се налази у обичном воћу и поврћу. Шећерна трска и шећерна репа имају високу концентрацију сахарозе и користе се за комерцијалну припрему чисте сахарозе. Екстраховани сок од трске или репе се бистри, уклањајући нечистоће; и концентрише се уклањањем вишка воде. Крајњи производ је 99,9% чиста сахароза. Шећери који садрже сахарозу укључују обични бели шећер и шећер у праху, као и смеђи шећер.